# Хуан Руїс де Аподака

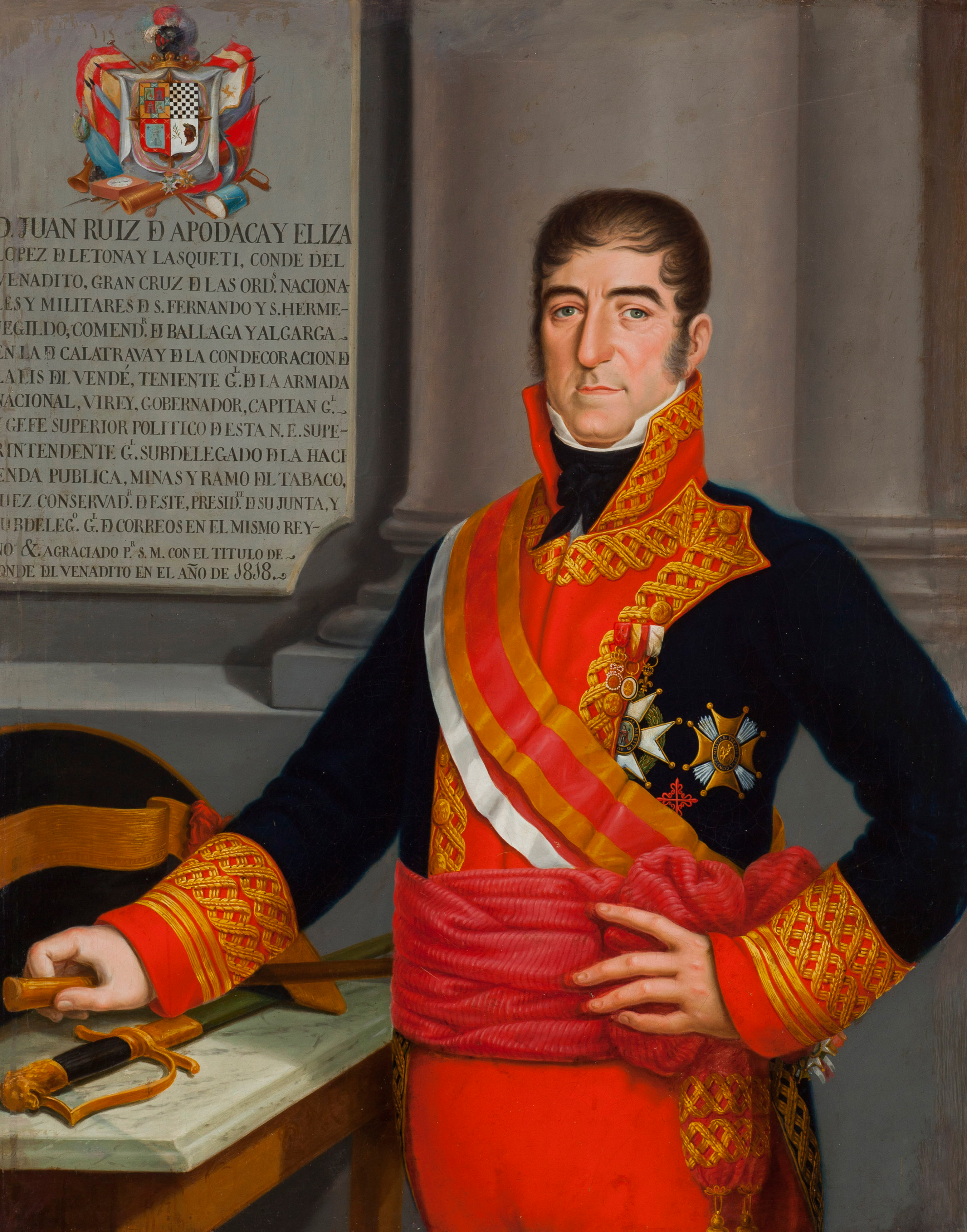
Дон Хуан Руїс де Аподака, перший Граф Венадіто.

Хуан Руїс де Аподака, перший Граф Венадіто (ісп. Juan Ruiz de Apodaca, primer conde de Venadito; 3 лютого 1754, Кадіс — 11 січня 1835, Мадрид) — іспанський морський офіцер, віце-король Нової Іспанії між 20 вересня 1816 і 5 липня 1821. Під час його правління тривала боротьба за незалежність Мексики.
Народився в Кадісі у відомій родині торговців з Індією. Його батьками були швейцарець Томас Руїс де Аподака і Лопес де Летона (1702, Манурга, Сігойція, Алава — 1767, Веракрус, Нова Іспанія). Мав братів Себастьяна (генерал-лейтенант) і Вісента (мер Королівського флоту).